# José Calle
Pour les articles homonymes, voir Calle.

a Compétitions nationales et continentales officielles uniquement.

b Matchs officiels uniquement.
José Calle, né le 12 février 1945 à Perpignan et mort dans la même ville le 14 janvier 2020,, est un joueur de rugby à XV et de rugby à XIII français évoluant au poste de demi d'ouverture ou d'arrière. 

## Biographie
Après un apprentissage au rugby à XV au Foyer Laïque du Haut Vernet à Perpignan, où en junior il renforce l'équipe senior puis rejoint l'équipe de l'USAP à XV où il joue au côté de Jo Maso, il change de code en 1968 et rejoint le rugby à XIII et Saint-Estève. Avec ce dernier, il remporte un titre de Championnat de France en 1971 et une Coupe de France en 1972.
Ses performances en club en rugby à XIII lui ont ouvert les portes de la sélection française où il y prend le capitanat. Il commence sa carrière internationale en 1968 avec un match à Saint Helens contre l'Angleterre. Il y dispute notamment 2 Coupes du monde en Australie, l'une en 1975 et la seconde en 1977 où pour cette dernière tournée il endosse le brassard de capitaine. Il participe à 26 matchs internationaux (Australie, Angleterre, Pays de Galles, Papouasie-Nouvelle-Guinée). Il aura eu l'occasion avec l'équipe de France à XIII de jouer en première partie de matchs de football notamment au stade Vélodrome de Marseille. Il est récompensé en 1978 par le trophée du XIII de bronze qui récompense les meilleurs joueurs du championnat. Après son jubilé en 1977, il embrasse une carrière en club à Saint-Estève puis devient sélectionneur notamment à la sélection du Roussillon de France Rugby League. À sa retraite, il poursuit le rugby, il participe avec Les Archiball de la côte basque à 3 tournées internationales (1981, 1983 et 1986). Il participe à plusieurs tournois de l'UFAR en tant que joueur des Nyn's (UFAR Perpignan en 2000) et était depuis 2013 président des Nyn's (célèbre équipe catalane d'anciens jours de rugby).

## Palmarès
- Collectif
  - Vainqueur de la Coupe d'Europe des nations : 1977 (France).
  - Vainqueur du Championnat de France : 1971 (Saint-Estève).
  - Vainqueur de la Coupe de France : 1972 (Saint-Estève).
  - Finaliste du Championnat de France : 1975 (Saint-Estève).
  - Coupe du Monde en Australie Tournée internationale : 1975 et 1977
  - Capitaine de l'équipe de France Tournée en Australie : 1977
  - Entraîneur de Saint-Estève XIII : finaliste du championnat de France 1980 (vainqueur Villeneuve sur Lot)
  - Sélectionneur du Roussillon France Rugby League : 1995